# Neodymi(III) cacbonat
Neodymi(III) cacbonat là một hợp chất vô cơ có công thức hóa học Nd2(CO3)3. Dạng khan có màu đỏ tím, còn octahydrat là một chất rắn màu hồng. Chúng đều không tan trong nước.

## Điều chế
Neodymi(III) cacbonat có thể thu được bằng cách thủy phân neodymi(III) tricloroacetat: 
2Nd(C2Cl3O2)3 + 3H2O → Nd2(CO3)3 + 6CHCl3 + 3CO2↑
Một phương pháp khác là phản ứng giữa neodymi(III) chloride và amoni bicacbonat trong nước.

## Tính chất hóa học
Neodymi(III) cacbonat hòa tan trong axit và giải phóng carbon dioxide:
Nd2(CO3)3 + 6H+ → 2Nd3+ + 3H2O + 3CO2↑
Neodymi(III) cacbonat có thể tạo phức với amoni cacbonat, natri cacbonat và kali cacbonat và nhiều muối khác, điều này đã giải thích khả năng hòa tan của neodymi(III) cacbonat trong dung dịch nước của chúng lớn hơn trong nước cất.

## Muối kiềm
Nd2(CO3)3 có khả năng tạo ra một số loại muối kiềm, có công thức tổng quát Nd(OH)x(CO3)1,5 − 0,5x. Muối x = 1 tồn tại dưới dạng tinh thể trực thoi màu tím, d = 4,82 g/cm³. Dạng tinh thể lục phương cũng được biết đến, d = 5,05 g/cm³.

## Hợp chất khác
Nd2(CO3)3 còn tạo một số hợp chất với N2H4, như Nd2(CO3)3·12N2H4·4H2O là tinh thể trong suốt, tan ít trong nước và không tan trong benzen, d20 ℃ = 1,96 g/cm³.